# Laurie Bartram
Pour les articles homonymes, voir Bartram.
Laurie Bartram est une actrice américaine, née le 16 mai 1958 à Saint Louis (Missouri), et morte le 25 mai 2007 à Lynchburg, Virginie.

## Biographie
Après avoir fait plusieurs années de danse, elle commence sa carrière d'actrice dans une série télévisée en 1973. Elle interprète en 1980 le rôle de Brenda dans le film d'horreur Vendredi 13, son dernier film. 
Très croyante, elle choisit de s'occuper de ses cinq enfants qu'elle ne souhaite pas scolariser. Elle meurt à l'âge de 52 ans d'un cancer du pancréas.

## Filmographie

### Cinéma
- 1974 : Le manoir aux sept cadavres (The House of Seven Corpses) : Debbie
- 1980 : Vendredi 13 : Brenda

### Télévision
- 1973 : Emergency (série télévisée) (2 épisodes) : Jill / Karen
- 1978- 1979: Another World (série télévisée) (84 épisodes) : Karen Campbell